# Jan Maruna
Jan Maruna, (* 22. června 1949 Rýmařov) je jihočeský básník, regionální prozaik, bývalý léčitel, bylinkář. Pracoval jako vlakvedoucí. Je členem Obce spisovatelů a akademikem italské Akademie literatury, umění a věd.

## Život
Narodil se v Rýmařově, léta pracoval na železnici jako vlakvedoucí. Žije v Hlinici, místní části Tábora. Převažujícími tématy v jeho literární tvorbě jsou stromy, léčivé schopnosti rostlin a příroda v širším slova smyslu, jako nekonečně trpělivé prostředí pro nás lidi. V duchovně zaměřených básnických sbírkách se Jan Maruna vyznává z hluboké křesťanské víry a navrací se k jejím kořenům. Vydává se k milovaným poutním místům v Čechách i v zahraničí, zejména v Itálii. Jeho díla jsou překládána do italštiny, angličtiny a francouzštiny. Je nositelem několika literárních ocenění. Lexikon české literatury jej neuvádí.

## Dílo

### Básnické sbírky
- Maruna, Jan. A Milano e orologio solare. V Tribunu EU vyd. 1. Brno: Tribun EU, 2011. 105 s. Librix.eu. ISBN 978-80-7399-020-6. Přeložila Pavla Krejčířová)
- MARUNA, Jan. Anděl = Angel. Vydání první. [Brno]: vydáno nákladem autora, [2022]. 45 stran. ISBN 978-80-907911-9-0.
- Maruna, Jan. Akátový anděl. [České Budějovice]: Růže, 2007. 211 s. Sub Rosa. ISBN 978-80-86975-14-6.
- Maruna, Jan. Antistites. Hlinice: J. Maruna, 2013. 172 s. ISBN 978-80-260-4824-4.
- Maruna, Jan. Anděl od aquilejské basiliky. Vyd. 1. Brno: Tribun EU, 2007. 124 s. Knihovnicka.cz. ISBN 978-80-7399-195-1.Ange de la Basilique d'Aquilée.Do francouzštiny přeložila Martina Deutscher)
- Maruna, Jan. Ange de la Basilique d'Aquilée. V Tribunu EU vyd. 1. Brno: Tribun EU, 2010. 148 s. Librix.eu. ISBN 978-80-7399-955-1.
- Maruna, Jan. Bílý anděl. V Tribunu EU vyd. 1. Brno: Tribun EU, 2017. 208 s.
- Maruna, Jan. Il cavallo dagli ochci azzurri. V Tribunu EU vyd. 1. Brno: Tribun EU, 2011. 62 s. Librix.eu. ISBN 978-80-263-0025-0.
- Maruna, Jan. Cesta mezi lidmi. První vydání. Hlinice: nákladem autora, 2018. 62 stran. ISBN 978-80-270-4406-1.
- Maruna, Jan. Cesta za snem. Brno: [Jan Maruna], 2021. 80 stran.
- Maruna, Jan. Cestující mezi zrcadly. [České Budějovice]: Růže, 2006. 224 s. Sub Rosa. ISBN 80-86975-02-9.
- Maruna, Jan. La città degli angeli e altri sogni = Město andělů a jiné sny. V Tribunu EU vyd. 1. Brno: Tribun EU, 2011. 93 s. Knihovnicka.cz. ISBN 978-80-7399-436-5.La cittá degli angeli e altri sogni = Město andělů a jiné sny, česky a italsky. Do italštiny přeložila Markéta Kníčová)
- Maruna, Jan. Colores in arboribus – (Epika 2014)Maruna, Jan. Colores in arboribus. Vyd. 1. Jindřichův Hradec: Epika, ©2014. 110 s. ISBN 978-80-87435-71-7.
- Maruna, Jan. Čas ve dlaních. V Tribunu EU vyd. 1. Brno: Tribun EU, 2017. 165 s. Knihovnicka.cz. Autorem fotografií Vašek Vašák)
- Maruna, Jan. Čistá duše po letech. V Tribunu EU vyd. 1. Brno: Tribun EU, 2010. 69 s. Knihovnicka.cz. ISBN 978-80-7399-241-5. Sbírka inspirována fotografiemi Josefa Sudka)
- Maruna, Jan. Čistá duše po letech 2. V Tribunu EU vyd. 1. Brno: Tribun EU, 2011. 69, [6], s. Knihovnicka.cz. ISBN 978-80-7399-284-2. Sbírka inspirována fotografiemi Josefa Sudka)
- Maruna, Jan. Dal taglio = Na řezu. V Tribunu EU vyd. 1. Brno: Tribun EU, 2010. 87 s. Librix.eu. Knihovnicka.cz. ISBN 978-80-7399-130-2. Do italštiny přeložili Markéta Kníčová a Mauro Ruggiero)
- Maruna, Jan. Do chleba olivy. V Tribunu EU vyd. 1. Brno: Tribun EU, 2010. 57 s. Knihovnicka.cz. ISBN 978-80-7399-992-6.
- Maruna, Jan. Donna. Hlinice: J. Maruna, 2014. 109 s. ISBN 978-80-260-7527-1.
- Maruna, Jan. Dušekovu; Cesty do srdce. Hlinice: J. Maruna, 2014. 64, 62 s. ISBN 978-80-260-5797-0.
- Maruna, Jan. Eizeret. Vyd. 1. Praha: Onyx, 2000. 86 s. ISBN 80-85228-62-9.
- Maruna, Jan. Eizeret M.H. Hlinice: Vydáno nákladem autora, 2015. 123 stran.
- Maruna, Jan. Enitram. V Tribunu EU vyd. 1. Brno: Tribun EU, 2010. 121 s. Librix.eu. ISBN 978-80-7399-945-2. Doitalštiny přeložil Mauro Ruggiero, ilustrace vytvořil Marek Nerud )
- Maruna, Jan a Prošek, Jiří. Epigoni. Hlinice: J. Maruna, 2013. 50 s. ISBN 978-80-260-4429-1.
- Maruna, Jan. Hluboké Tao v Dimitrijově duši. Hlinice: J. Maruna, 2013. 158 s. ISBN 978-80-260-4428-4. Ilustrace vytvořil akademický malíř Dimitrij Kadrnožka)
- Maruna, Jan. Hvězdný oceán. Hlinice: nákladem autora, 2018. 93 stran. ISBN 978-80-270-5050-5.
- Maruna, Jan. Hotel California. Hlinice: J. Maruna, 2014. 116 s. ISBN 978-80-260-6685-9.obrazy vytvořil Bedřich Vychodil)
- Maruna, Jan. Chodbami času = Through the hallways of time. Vydání první. Hlinice: nákladem autora, 2020. 133 stran. ISBN 978-80-907546-8-3.
- Maruna, Jan. Klavíry. Brno: J. Maruna, 2011. 47 s. ISBN 978-80-260-1600-7.
- Maruna, Jan. Láska k NONO-SÍ. Hlinice: J. Maruna, 2015. 123 stran.
- Maruna, Jan. Lednové básně. Vydání první. Hlinice: nákladem autora, 2020. 114 stran. ISBN 978-80-907546-5-2.
- Maruna, Jan. Levitace na sedm; Krev na křídlech. Hlinice: J. Maruna, 2014. 52, 48 s. ISBN 978-80-260-6297-4.
- MARUNA, Jan. Luce sulla strada: dedico questo libro al poeta ceco Karel Hynek Mácha, in occasione del 200° anniversario della sua nascita. V Tribunu EU vyd. 1. Brno: Tribun EU, 2010. 84 s. Knihovnicka.cz.  ISBN 978-80-7399-917-9.
- Maruna, Jan. Mistrovo slunce. Hlinice: J. Maruna, 2013. 158 s. ISBN 978-80-260-4427-7. Ilustrace vytvořil akademický malíř Dimitrij Kadrnožka)
- Maruna, Jan. Modlitba za krajinu. Brno: Tribun EU, 2015. 128 s. Knihovnicka.cz.
- Maruna, Jan. Modrá zeď do slunce. V Tribunu EU vyd. 1. Brno: Tribun EU, 2011. 50 s. Knihovnicka.cz. ISBN 978-80-263-0095-3.
- Maruna, Jan. Modrý portrét. V Tribunu EU vyd. 1. Brno: Tribun EU, 2011. 63 s. Knihovnicka.cz. ISBN 978-80-263-0006-9. Autorem ilustrací Matteo Tomaselli)
- Maruna, Jan. Moře lásky v bytostech. V Tribunu EU vyd. 1. Brno: Tribun EU, 2017. 166 s. Knihovnicka.cz. ISBN 978-80-263-0006-9. Autoři fotografií Josef a Pepín Musilovi)
- Maruna, Jan. Na cestě. V Tribunu EU vyd. 1. Brno: Tribun EU, 2010. 45 s. Librix.eu. Knihovnicka.cz. ISBN 978-80-7399-138-8. Do italštiny přeložil Mauro Ruggiero)
- Maruna, Jan. Nadčasové myšlenky. Hlinice: J. Maruna, 2013. 140 s. ISBN 978-80-260-4137-5.
- Maruna, Jan. Nitro plné hvězd. V Tribunu EU vyd. 1. Brno: Tribun EU, 2011. 60 s. Knihovnicka.cz. ISBN 978-80-7399-295-8.
- Maruna, Jan. Nynny. Hlinice: J. Maruna, 2013- . sv. ISBN 978-80-260-5591-4.
- Maruna, Jan. Olivi dalla Puglia. 1st ed. by Tribun EU. Brno: Tribun EU, 2011. 162 s. Librix.eu. ISBN 978-80-7399-262-0. Do italštiny přeložila Pavla Krejčířová, fotografie poskytla Květa Pařezová)
- Maruna, Jan. Olivy v životě. V Tribunu EU vyd. 1. Brno: Tribun EU, 2011. 73 s. Knihovnicka.cz. ISBN 978-80-7399-292-7.
- Maruna, Jan. On the cut. V Tribunu EU vyd. 1. Brno: Tribun EU, 2010. 48 s. Librix.eu. ISBN 978-80-7399-134-0. (Do angličtiny přeložila Mgr.Hana Jelínková)
- Maruna, Jan. Osvícené dítě. V Tribunu EU vyd. 1. Brno: Tribun EU, 2017. 244 s. Knihovnicka.cz. Autorem fotografií Vašek Vašák)
- Maruna, Jan. Ozvěny z Kréty. Vyd. 1. Jindřichův Hradec: Epika, 2014. 79 s. ISBN 978-80-87435-56-4.
- MARUNA, Jan. Poems 2021 = Básně 2021. [Brno]: [Jan Maruna], [2021]. 107 stran. ISBN 978-80-907911-4-5.
- Maruna, Jan. Portréty barev. Hlinice: J. Maruna, 2012. 196 s. Knihovnicka.cz. ISBN 978-80-260-3099-7.Inspirováno obrazy Dimitrije Kadrnožky)
- Maruna, Jan. Portréty barev. 2. Hlinice: J. Maruna, 2012. 216 s. Knihovnicka.cz. ISBN 978-80-260-3024-9.Inspirováno obrazy Dimitrije Kadrnožky)
- Maruna, Jan. Portréty barev. 3. Hlinice: J. Maruna, 2012. 226 s. Knihovnicka.cz. ISBN 978-80-260-3661-6.Inspirováno obrazy Dimitrije Kadrnožky)
- Maruna, Jan. Pramen vody. Hlinice: nákladem autora, 2018. 77 stran. ISBN 978-80-270-4720-8.
- Maruna, Jan. Přesýpací hodiny. V Tribunu EU vyd. 1. Brno: Tribun EU, 2008. 92 s. Knihovnicka.cz. ISBN 978-80-7399-460-0. Fotografie do knihy poskytl František Dostál)
- Maruna, Jan. Přišít snům na kabát = Cucire sul mantello dei sogni. V Tribunu EU vyd. 1. Brno: Tribun EU, 2009. 149 s. Librix.eu. ISBN 978-80-7399-820-2.Do italštiny přeložila Veronika Pospíšilová, fotografie František Dostál)
- Maruna, Jan. Pure soul after the years. 1st ed. in Tribun EU. Brno: Tribun EU, 2014. 70 s. Knihovnicka.cz. Librix.eu. ISBN 978-80-263-0850-8. (Do angličtiny přeložila Mgr.Hana Jelínková)
- Maruna, Jan a Ruggiero, Mauro. Quadrivio. Hlinice: J. Maruna, 2012. 83 s. ISBN 978-80-260-3104-8. Do italštiny přeložil Mauro Ruggiero)
- Reminiscence na obrazy Michaely Marie Šechtlové – (Epika 2015)
- Maruna, Jan. Rekviem. Vyd. 1. Jindřichův Hradec: Epika, 2014. 59 s. ISBN 978-80-87435-79-3.
- Maruna, Jan. Reminiscence na Vincenta van Gogha 2019 = Reminiscence of Vincent van Gogh 2019. Vydání první. Hlinice: nákladem autora, 2020. 127 stran. ISBN 978-80-907546-7-6.
- Riflessione sul pianeta – (Tribun EU 2011, do italštiny přeložila Leontýna Bratánková)
- Maruna, Jan. Rekviem za lásku. Vyd. 1. Praha: Onyx, 2001. 111 s. ISBN 80-85228-65-3.
- Maruna, Jan. Reminiscence na Salvadora Dalího; Zelený Buddha: básně podle obrazů Bedřicha Vychodila. Hlinice: J. Maruna, 2014. 50, 64 s. ISBN 978-80-260-6686-6.
- Maruna, Jan. Reminiscence na Vincenta van Gogha; Jindřichův Hradec: Epika, 2016. 119 stran. ISBN 978-80-88113-22-5.
- Maruna, Jan. Rozkvetlý pes. V Tribunu EU vyd. 1. Brno: Tribun EU, 2010. 55 s. Knihovnicka.cz. ISBN 978-80-7399-985-8.
- Maruna, Jan. Ruce plné ticha. Brno: J. Maruna, 2011. 51 s. ISBN 978-80-260-1599-4.
- Maruna, Jan. Sibi et posteris. Hlinice: J. Maruna, 2012- . sv. ISBN 978-80-260-2141-4.
- MARUNA, Jan. Slunce ve tváři = Sunlight on my face. Vydání první. Hlinice: nákladem autora, 2020. 111 stran.
- Maruna, Jan. Sny: sbírka básní. Vyd. 1. Praha: Onyx, 2003. 129 s. ISBN 80-85228-88-2.
- MARUNA, Jan. Srpnové básně = August poems. Překlad Romana Wilhelmina Crane. Vydání první. [Tábor]: [Jan Maruna], 2022. 103 stran. ISBN 978-80-907911-7-6.
- Maruna, Jan. Tabáková cesta v poezii. Fotografie na obálce Jiří Fréhar. V Tribunu EU vyd. 1. Brno: Tribun EU, 2017. 85 s. Knihovnicka.cz
- Maruna, Jan. The sun dial = Sluneční hodiny. V Tribunu EU vyd. 1. Brno: Tribun EU, 2010. 99 s. Knihovnicka.cz. ISBN 978-80-7399-035-0. Do angličtiny přeložila Mgr.Hana Jelínková)
- Maruna, Jan. La testimonianza dell'anima. V Tribunu EU vyd. 1. Brno: Tribun EU, 2011. 92 s. Librix.eu. ISBN 978-80-263-0000-7.
- Maruna, Jan. V Miláně = In Milano. V Tribunu EU vyd. 1. Brno: Tribun EU, 2010. 96 s. Knihovnicka.cz. ISBN 978-80-7399-148-7. Do angličtiny přeložila Michaela Freeman)
- Maruna, Jan. V podkroví duše. Vyd. 1. Brno: Tribun, 2007. 125 s., [5] s. obr. příl. ISBN 978-80-87139-50-9.
- Maruna, Jan. Vicini parenti. V Tribunu EU vyd. 1. Brno: Tribun EU, 2008. 103 s. Knihovnicka.cz. ISBN 978-80-7399-399-3.Do italštiny přeložila Helena Rossi)
- Ruggiero, Mauro a Maruna, Jan. Vuci. Hlinice: Café Boheme, 2013. 73 s. ISBN 978-80-260-4614-1.Do italštiny přeložil Mauro Ruggiero)
- Maruna, Jan. Výpověď duše. V Tribunu EU vyd. 1. Brno: Tribun EU, 2010. 92 s. Knihovnicka.cz. ISBN 978-80-7399-147-0
- Maruna, Jan. Za slovem do srdce. Hlinice: nákladem autora, 2017. 135 stran. .
- Maruna, Jan. Zázraky na druhé straně srdce. Vyd. 1. [České Budějovice]: Růže, 2006. 215 s. Sub rosa. ISBN 80-86975-10-X.
- Maruna, Jan. Zvonkohry v loretách. Hlinice: J. Maruna, 2012. 8 sv. (51, 54, 48, 49, 51, 48, 48, 50 s.). ISBN 978-80-260-3100-0. Soubor osmi básnických sbírek, vznikaly na procházkách s fenkou tibetské dogy Nynny kolem Hlinice u Tábora

### Duchovní poezie
- Maruna, Jan. Aqua Vivens. Hlinice: J. Maruna, 2015. 113 stran.
- Maruna, Jan. Boží rodina. Vydání první. Jindřichův Hradec: Epika, 2016., ISBN 978-80-88113-43-0
- Maruna, Jan. Confessio. Hlinice: J. Maruna, 2015, čtyřdílná sbírka. Autor básně vytvořil podle novgorodských ikon z 12 a 17. stol., podle Ukřižování malířů Rafaela, Albrechta Dürera a Dimitrije Kadrnožky)
- Maruna, Jan. Jizvy na duši. Hlinice: J. Maruna, 2015. 54 s. Autor psal básně podle litografií a kreseb Jaroslava Šerých.'
- Maruna, Jan. Králi naší duše. Vydání první. Jindřichův Hradec: Epika, 2016. 127 stran. ISBN 978-80-88113-51-5.
- Maruna, Jan. Králi naší duše a života. V Tribunu EU vyd. 1. Brno: Tribun EU, 2017. 68 s.
- Maruna, Jan. Králi naší duše a života. V Tribunu EU vyd. 1. Brno: Tribun EU, 2017. 68 s.
- Maruna, Jan. Láska k životu. Hlinice: J. Maruna, 2015. Autor psal básně podle fotografií básnířky Zdeňky Voborské,na konci knihy autor představuje poezii básnířky Zdeňky Voborské a čtyři kresby Mgr. Michaela Štojdla)
- Maruna, Jan. Modlitba. Hlinice: Vydáno nákladem autora, 2015. 60 stran.
- Maruna, Jan. Modlitba v krajině. Hlinice: J. Maruna, 2015. 159 stran.
- Maruna, Jan. Modlitba za krajinu. Hlinice: J. Maruna, 2015-2016. 2 svazky (128; 125 stran). ISBN 978-80-260-8195-1.
- Maruna, Jan. Návrat do zahrady. Vydání první. Jindřichův Hradec: Epika, 2016. 120 stran. ISBN 978-80-88113-37-9.
- Maruna, Jan. Novgorodské ikony. Brno: Tribun EU, 2016. 62 s.
- Maruna, Jan. Okno do lásky. Hlinice: vydáno nákladem autora, 2016. 56 stran.
- Maruna, Jan. Ocean of stars. First edition. Hlinice: Jan Maruna, 2019. 93 stran. .
- Maruna, Jan. Oratio sicut cursus vitae. Překlad Mauro Ruggiero. V Tribunu EU vydání první. Brno: Tribun EU, 2016. 95 stran. Knihovnicka.cz. ISBN 978-80-263-1002-0.
- Maruna, Jan. Poselství mozaik San Giovanni Rotondu: Tribun EU, 2016. 199 s. (foto na obálce Jana Hašková)
- Maruna, Jan. Poselství mozaik San Giovanni Rotondu 2: Vydání první. Jindřichův Hradec: Epika, 2016. 156 stran. ISBN 978-80-88113-40-9.
- Maruna, Jan. Roma. Vydání první. Jindřichův Hradec: Epika, 2016. 54 stran. ISBN 978-80-88113-28-7.
- Maruna, Jan. Spojenec. Hlinice: nákladem autora, 2018. 67 stran. Knihovnicka.cz. ISBN 978-80-270-4405-4.
- Maruna, Jan. Verba Crucifixa. Hlinice: J. Maruna, 2013. 51 s. ISBN 978-80-260-5590-7.
- Maruna, Jan. Višňová hora = The cherry mountain. First edition. Hlinice: Jan Maruna, 2019. 109 stran.
- Maruna, Jan. Vyšebrodský mistr. Hlinice: vydáno nákladem autora, 2015-2016. 2 svazky (65; 65 stran). Básně psány podle knižních snímků zobrazujících deskový oltář Mistra vyšebrodského.
- Maruna, Jan. Vyznání pod křížem. V Tribunu EU vyd. 1. Brno: Tribun EU, 2017. 88 s.

### Romány
- Maruna, Jan. Ambra a moře v nás. Praha: Onyx, ©2004. 253 s. ISBN 80-86788-14-8.
- Maruna, Jan. Hrobník od Svatého Bartoloměje. [České Budějovice: Jan Maruna], 2004. 137 s. ISBN 80-903485-2-1.
- Maruna, Jan. Vlak do nebe. [České Budějovice]: Růže, 2006. 193 s. ISBN 80-86975-08-8.
- Maruna, Jan. Ema a kus nebe. Hlinice: J. Maruna, 2012. 349 s. ISBN 978-80-260-3505-3. Autorem ilustrací akademický malíř Dimitrij Kadrnožka
- Maruna, Jan. Diamantové slzy. Hlinice: J. Maruna, 2014. 207 s. ISBN 978-80-260-7123-5.
- Maruna, Jan. Agnessaria a Petroteria. Vydání první. Jindřichův Hradec: Epika, 2017. 270 stran. ISBN 978-80-88113-67-6.

### Novely
- Maruna, Jan. Se životem v patách. V Tribunu EU vyd. 1. Brno: Tribun EU, 2009. 103 s. Knihovnicka.cz. ISBN 978-80-7399-787-8.
- Maruna, Jan. Smíření. V Tribunu EU vyd. 1. Brno: Tribun EU, 2010. 128 s. Knihovnicka.cz. ISBN 978-80-7399-922-3.
- Maruna, Jan. Agnessaria. Vyd. 1. Jindřichův Hradec: Epika, 2014. 128 s. ISBN 978-80-87435-61-8.

### Povídky
- Maruna, Jan. Kyvadlo dobra. V Tribunu EU vyd. 1. Brno: Tribun EU, 2011. 81 s. Knihovnicka.cz. ISBN 978-80-263-0019-9.
- Maruna, Jan. Zamyšlení na planetě. V Tribunu EU vyd. 1. Brno: Tribun EU, 2011. 71 s. Knihovnicka.cz. ISBN 978-80-7399-287-3.
- Maruna, Jan. Cesta nás naplňuje. Hlinice: nákladem autora, 2017. 176 stran.

### Drobné prózy
- Maruna, Jan. Il cavallo dagli ochci azzurri. Tribun EU, J. Maruna, 2011. Do italštiny přeložily Sarah Zilio a Pavla Krejčířová
- Maruna, Jan. Cesta srdcem = The way through the heart. Překlad Romana Wilhelmina Crane. Vydání první. Brno: nákladem autora, 2021. 131 stran.
- MARUNA, Jan. Člověk mezi lidmi. Vydání první. Brno: nákladem autora, 2022. 137 stran. ISBN 978-80-907911-8-3.
- Maruna, Jan. De oratione. Brno: Tribun EU, 2017. 72 s. Knihovnicka.cz.
- MARUNA, Jan. Deník spisovatele; Kapky světla do cesty. 1. vydání. Brno: Tribun EU, s.r.o., [2021?]. 150 stran. ISBN 978-80-907911-2-1.
- Maruna, Jan. Diagnostická kresba I.: testy zdravotního a duševního stavu. Praha: Onyx, ©2002. 189 s. ISBN 80-85228-75-0. Kresby autor
- Maruna, Jan. Diagnostická kresba II.: testy zdravotního a duševního stavu. Praha: Onyx, ©2003. 114 s. ISBN 80-86788-06-7. Kresby autor
- Maruna, Jan a Hlasivcová, Markéta. Hádula. První vydání. Praha: Powerprint, 2018. 145 stran. ISBN 978-80-7568-104-1.
- Maruna, Jan. Královna. Vyd. 1. Brno: Tribun EU, 2008. 64 s. Knihovnicka.cz. ISBN 978-80-7399-381-8.
- Maruna, Jan. Luce sulla strada: dedico questo libro al poeta ceco Karel Hynek Mácha, in occasione del 200° anniversario della sua nascita. V Tribunu EU vyd. 1. Brno: Tribun EU, 2010. 84 s. Knihovnicka.cz. ISBN 978-80-7399-917-9. Fotografie do knihy poskytl František Dostál, do italštiny přeložila Sarah Zilio)
- Maruna, Jan. Modrooký kůň. V Tribunu EU vyd. 1. Brno: Tribun EU, 2010. 54 s. 978-80-7399-978-0.
- Maruna, Jan. Myšlenky ze slova a dřeva. Vyd. 1. Tábor: [s.n.], 2010. 68 s. ISBN 978-80-254-7328-3.Ilustrovala Zdeňka Ambrůžková)
- Maruna, Jan a Hlasivcová, Markéta. Pohádky a vyprávěnky. První vydání. Praha: Powerprint, 2017. 109 stran. ISBN 978-80-7568-062-4.
- Maruna, Jan. Pohádky = Fairy tales. Vydání první. Hlinice: nákladem autora, 2020. 115 stran. ISBN 978-80-907546-9-0.
- Maruna, Jan. Pohádky: kachna Jarmilka. First edition. Hlinice: Jan Maruna, 2020. 208 stran. ISBN 978-80-907546-3-8.
- Maruna, Jan. Soužití na hraně. [Praha]: Onyx, ©2004. 80 s. ISBN 80-86788-10-5.
- Maruna, Jan. Spojenec. Hlinice: nákladem autora, 2018. 67 stran. Knihovnicka.cz. ISBN 978-80-270-4405-4.
- Maruna, Jan. Světlo na cestě. V Tribunu EU vyd. 1. Brno: Tribun EU, 2009. 84 s. Knihovnicka.cz. ISBN 978-80-7399-832-5. Fotografie František Dostál
- Maruna, Jan. Tělo na prodej. Vyd. 1. Brno: Tribun EU, 2008. 84 s. Knihovnicka.cz. ISBN 978-80-7399-529-4.Fotografie František Dostál
- Maruna, Jan. Un volto = Tvář. V Tribunu EU vyd. 1. Brno: Tribun EU, 2008. 161 s. Knihovnicka.cz. ISBN 978-80-7399-612-3. Do italštiny přeložila Helena Rossi, fotografie František Dostál
- Maruna, Jan. Úvahy na zapomenutá slova. Jindřichův Hradec: Epika, 2015. 88 stran. ISBN 978-80-88113-01-0.
- Maruna, Jan. Thoughts on forgotten words. First edition. Hlinice: Jan Maruna, 2019. 108 stran.
- MARUNA, Jan. Život s Bohem. Brno: [Jan Maruna], 2022. 201 stran. ISBN 978-80-907911-6-9.
- MARUNA, Jan. Život s tibetskou dogou. 1. vydání. Brno: Tribun EU, s.r.o., [2021]. 120 stran. ISBN 978-80-907911-3-8.

### Sborníky
- WORLD POETRY 2014 - několik básní a medailonek, na straně 99.
- WORLD POETRY Yearbook 2013, 211 Poets 93 Countries and Areas. The international poetry translation and research centre the journal of the world poets quarterly (Multilingual) Editorial Department of the Chinese poetry international. January 8, 2014.
- WORLD POETRY Yearbook 2014, 263 Poets, 100 Countries and Areas.The international poetry translation and research centre the journal of the world poets quarterly (Multilingual) Editorial Department of the Chinese poetry international.2015.

### Ceny za literaturu
- Premio Internazionale A. U. P. I. Diplom con Medaglia Aurea al Poeta (Milano, 2009)
- Premio Internazionale A. U. P. I. Premio Speciale Giuria (Milano, 2009)
- Cena Karla Hynka Máchy (2010, předána v Městské knihovně Tábor)
- Premio Internazionale „SACRA FAMILIA“ Diploma con Medaglia Aurea (Milano, 2010)
- AGENDA DEI POETI Diploma con Medaglia Aurea rilasciati al Poeta (Milano, 2010)
- Premio Internazionale AGENDA DEI POETI con il libro: Luce sulla strada Milano o9 maggio(Milano, 2010)
- 20. února 2010 obdržel akademický titul od International Vesuvian Academy Association Italia za šíření italského jazyka v poezii po českých zemích.

## Literární pozůstalost
Jeho literární dílo, rukopisy, korespondence (například s Danielou Fischerovou nebo Fr. Dostálem) a další písemné dokumenty z let 1945-2015 jsou uloženy v Literárním archivu Památníku národního písemnictví v Praze.